# 別列濟夫卡 (拉傑霍夫區)
50°14′47″N 24°54′56″E / 50.24639°N 24.91556°E
別列濟夫卡（烏克蘭語：Березівка），是烏克蘭西部的村莊，隸屬利維夫州的舍普季茨基區。該村始建於1505年，面積1.79平方公里，海拔高度204米，2021年人口441，人口密度每平方公里393.28人。	